# Trevor McClurg

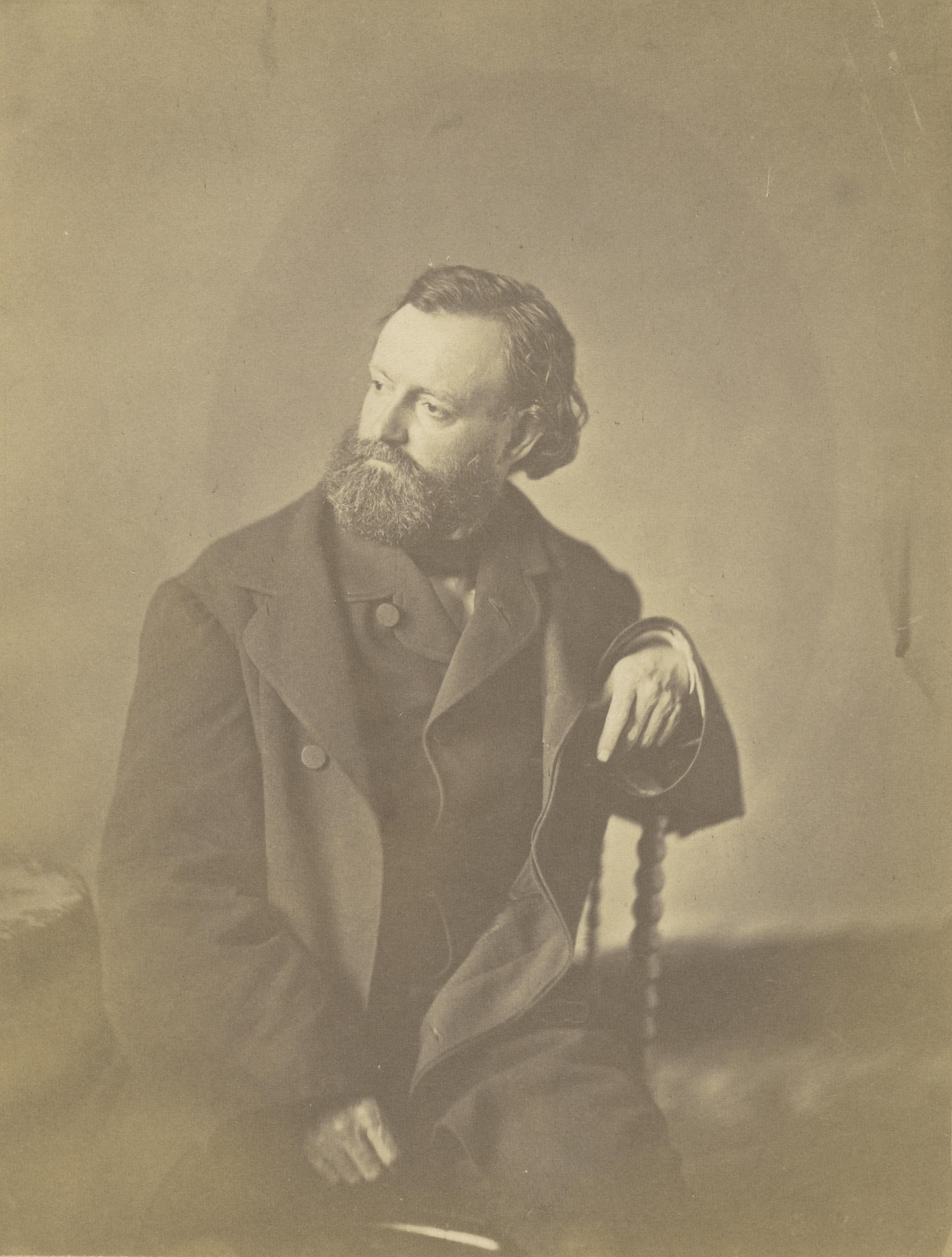
Trevor McClurg, um 1855

Trevor McClurg (* 1816 in Philadelphia, Pennsylvania; † 1893 in Asheville, North Carolina) war ein US-amerikanischer Historien-, Genre-, Porträt- und Landschaftsmaler der Düsseldorfer Schule sowie ein Fotograf.

## Leben
McClurg wurde als ältester Sohn des aus Irland eingewanderten Gießerei-Unternehmers und Politikers Alexander McClurg (1788–1873) und dessen erster Frau Sarah Trevor († 1839) geboren. Er hatte fünf Geschwister, unter ihnen den Brigadegeneral, Militärberater, Publizist und Buchhändler Alexander Caldwell McClurg (1832–1901). Im Jahr 1838 ist McClurg mit seinen Freunden, den Malern Emanuel Leutze und Johann Georg Schwartze, als ausstellender Künstler auf der Fourth Annual Exhibition der Artists’ Fund Society in Philadelphia greifbar. 1841 reiste McClurg mit Emanuel Leutze nach Düsseldorf, um an der Königlich Preußischen Kunstakademie Malerei zu studieren. Von 1841 bis 1843 nahm er dort an dem Unterricht in den Vorbereitungs- und Malklassen des Historien- und Porträtmalers Karl Ferdinand Sohn teil. Leutze und McClurg waren nach Schwartze, der bereits seit 1839 in Düsseldorf studierte, die ersten US-Amerikaner, die sich dort ausbilden ließen. Im Winter 1844 gehörte McClurg zum Sketch Club of American Artists in Rom.
Um 1846 kehrte McClurg in die Vereinigten Staaten zurück, nachdem er bei Thomas Couture in Paris weiteren Unterricht erhalten hatte. Bis etwa 1859 lebte er in Pittsburgh, schon zu Lebzeiten als bedeutender Historienmaler der Stadt rezipiert, danach in New York City, ab 1863 wieder in Pittsburgh, wo er bis 1865 mit George Hetzel eine Zeichenschule betrieb. In der zweiten Hälfte der 1860er Jahre gehörte McClurg neben Hetzel und weiteren Künstlern zu den Scalp-Level-Malern. 1877 zog McClurg mit seiner Familie nach Chambersburg (Pennsylvania). Dort wandte er sich beruflich der Fotografie zu. 1885 starb McClurgs Frau, die eine bekannte Künstlerin und Kunstlehrerin am Wilson College Chambersburg gewesen war, in Ocean Beach (New Jersey).

## Werke (Auswahl)

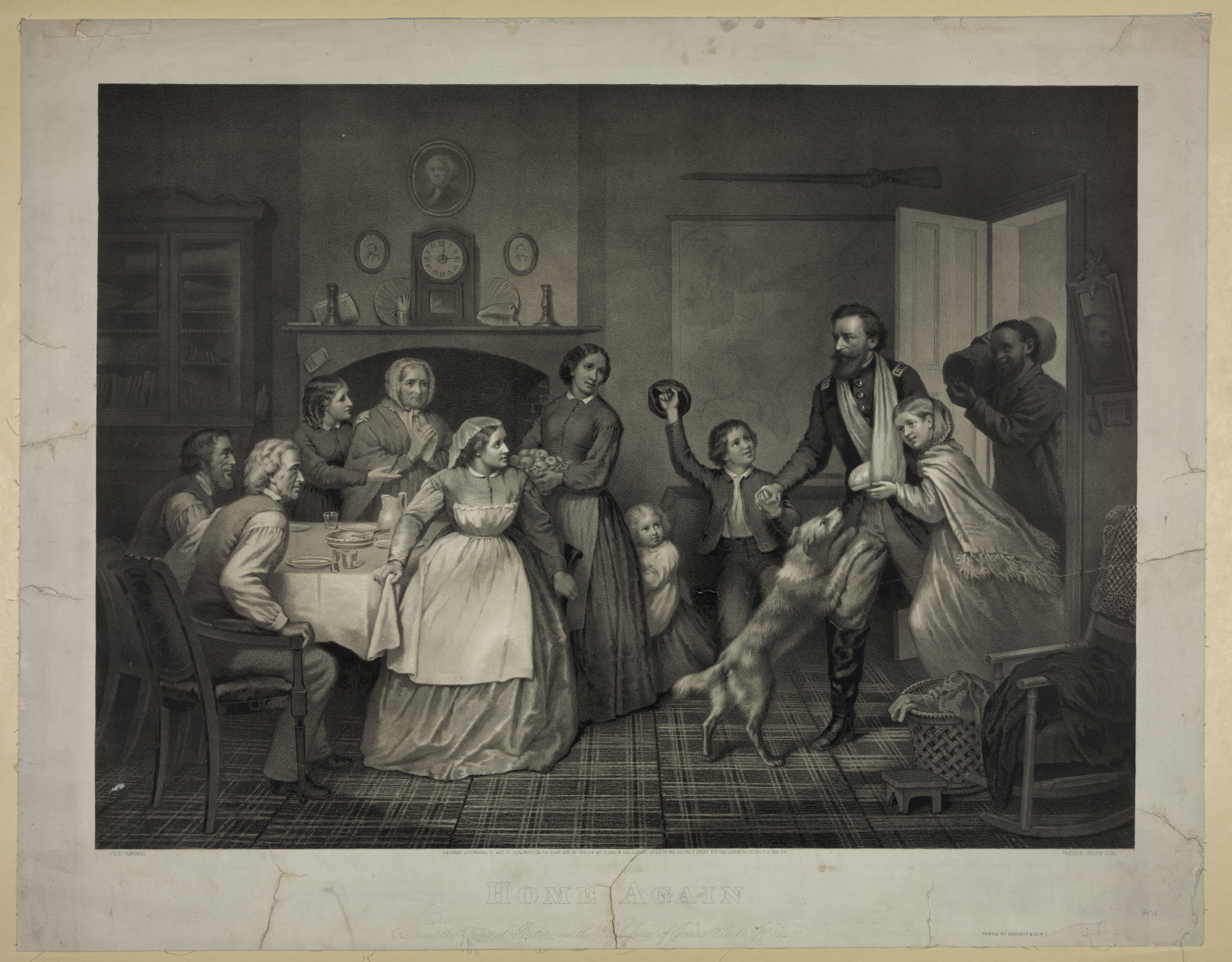
Home again (Wieder zuhause), 1866, Lithografie von Dominique C. Fabronius (1828–1894) nach einem 1865 entstandenen Gemälde von McClurg

- Woman and Children with Indian Massacre in the Background (Frau mit Kindern vor indianischem Angriff im Hintergrund), Taken Captive By the Indians (Von den Indianern gefangen), um 1849, Carnegie Museum of Art, Pittsburgh/Pennsylvania
- The Pioneers Defence (Die Verteidigung der Pioniere), um 1852, auch als Stich vervielfältigt[14][15]
- The Hero’s Return (Rückkehr des Helden), Home again (Wieder zuhause), 1865, 1866 von Dominique C. Fabronius lithografiert[16]
- Emanuel Leutze, Porträt des Freundes, ausgestellt in Pittsburgh im Jahr 1869[17]